# Herbert Park
Herbert Park è il nome di una strada e di un parco pubblico a Ballsbridge, Dublino.

## Storia
La terra utilizzata per il parco fu donata alla città da Sidney Herbert, XIV conte di Pembroke il cui nome di famiglia era Herbert. Nel 1907, la Fiera Internazionale, nota come Irish International Exhibition (Fiera Internazionale d'Irlanda) si tenne a Ballsbridge. Quando le strutture furono smantellate, il luogo si sviluppò come parco pubblico, con il palco pubblico e lo stagno quali sole strutture rimanenti per quel tempo. Ora è gestito dal Consiglio Comunale di Dublino. Il precedente sito del fornaio Johnston, Mooney & O'Brien circondava il parco e quando questo luogo fu ristrutturato   come Herbert Park Hotel, fu aperto un nuovo accesso all'estremità orientale del parco.

## Servizi

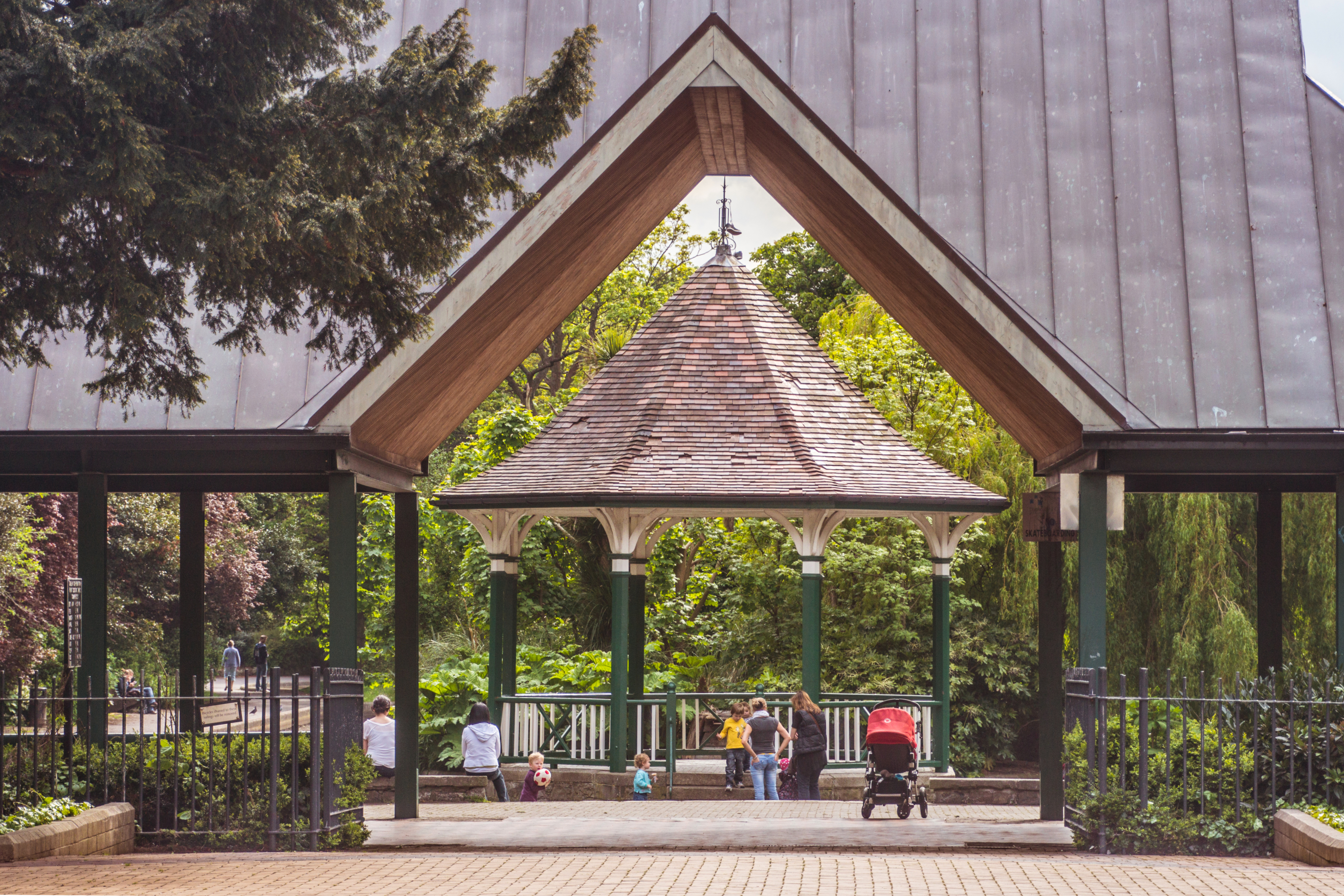
Il palco dello Herbert Park. La struttura risale alla Irish International Exhibition del 1907

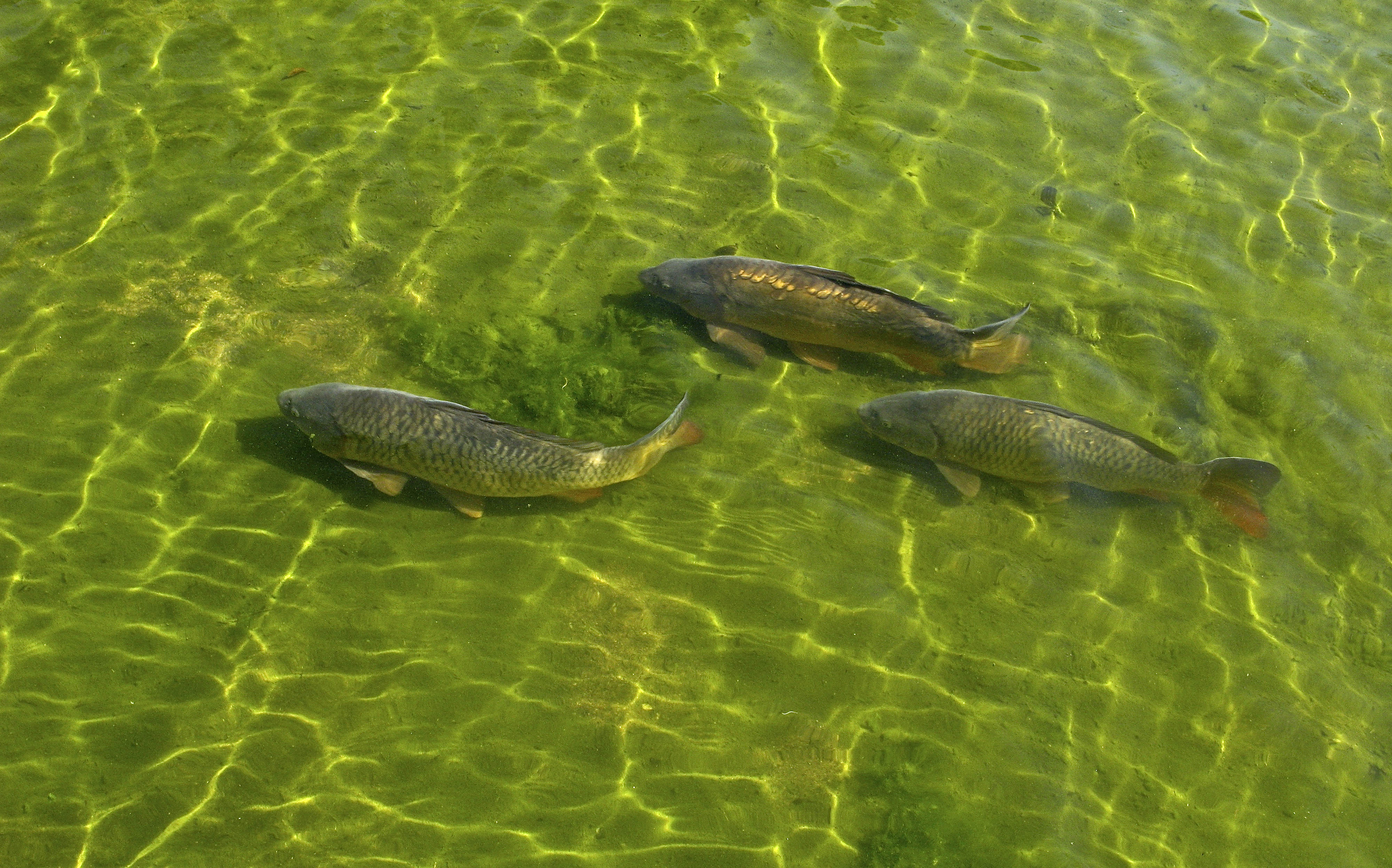
Carpe comuni nello stagno Herbert Park, Dublino, Irlanda

Il parco si estende per trentadue acri ed è diviso in due parti da una strada, chiamata anch'essa Herbert Park. Un circuito completo del perimetro del parco misura quasi esattamente un miglio (1,57 km), un fatto utilizzato da chi passeggia o corre per valutare i propri progress. La metà più ampia, dal lato meridionale della strada, è circondata dal fiume Dodder, da case e comprende campi di calcio, giardini veri e propri, un ampio stagno per anatre e un vecchio spiazzo per i giochi dei bambini. Vi è anche un gazebo nell'angolo nordorientale del parco all'ingresso dello Herbert Park Hotel.
La metà settentrionale costituisce uno spazio recentemente ristrutturato per i giochi dei bambini, un numero di campi da tennis e il campo da bowling dello Herbert Park Bowling Club.
Lo stagno del parco si è dimostrato un luogo eccellente per l'allevamento di carpe. In febbraio 2006 lo stagno fu quasi completamente prosciugato per ripulirlo e le carpe furono trasferite in altri luoghi. Queste carpe raggiungevano in lunghezza quasi i 0,6 metri. Lo stagno fu ripristinato nel 2009.